# رودکنار، آستارا
رودکنار (تالشی: Rüdakanar) روستایی است در شهرستان آستارای کشور جمهوری آذربایجان است.

## جمعیت
جمعیت رودکنار ۱۴۷۹ نفر است.

## مردم
اهالی رودکنار تالش هستند و به زبان تالشی سخن می‌گویند.

## ریشه واژه
رودکنار در زبان تالشی به‌معنای کناره یا کرانه رود است.